# Liste der Biosphärenreservate in Kanada
Die Liste der Biosphärenreservate in Kanada listet die 19 von der UNESCO anerkannten Biosphärenreservate in Kanada auf.

## Liste der anerkannten Biosphärenreservate
| Biosphärenreservat     | Provinz/Territorium  | Koordinaten                   | Größe [ha] | UNESCO-Anerkennung | Bemerkung |
| ---------------------- | -------------------- | ----------------------------- | ---------- | ------------------ | --------- |
| Átl'ka7tsem/Howe Sound | British Columbia     | 49° 39′ 36″ N, 123° 12′ 47″ W | 218.723    | 2021               |           |
| Beaver Hills           | Alberta              | 53° 31′ 39″ N, 112° 57′ 40″ W | 159.560    | 2016               |           |
| Bras d’Or Lake         | Nova Scotia          | 45° 53′ 13″ N, 60° 42′ 14″ W  | 356.574    | 2011               |           |
| Charlevoix             | Quebec               | 47° 40′ 28″ N, 70° 39′ 57″ W  | 722.900    | 1988               |           |
| Clayoquot Sound        | British Columbia     | 49° 7′ 12″ N, 125° 58′ 48″ W  | 349.364    | 2000               |           |
| Frontenac Arch         | Ontario              | 44° 31′ 58″ N, 76° 29′ 7″ W   | 28.406     | 2002               |           |
| Fundy                  | New Brunswick        | 45° 43′ 37″ N, 65° 1′ 41″ W   | 422.310    | 2007               |           |
| Georgian Bay           | Ontario              | 44° 52′ 15″ N, 79° 52′ 9″ W   | 347.270    | 2004               |           |
| Lac Saint-Pierre       | Quebec               | 46° 12′ 37″ N, 72° 48′ 22″ W  | 670.490    | 2000               |           |
| Long Point             | Ontario              | 42° 21′ 0″ N, 80° 13′ 48″ W   | 40.600     | 1986               |           |
| Manicouagan Uapishka   | Quebec               | 50° 38′ 51″ N, 68° 43′ 36″ W  | 5.480.000  | 2007               |           |
| Mont Saint-Hilaire     | Quebec               | 45° 33′ 17″ N, 73° 9′ 23″ W   | 29.370     | 1978               |           |
| Mount Arrowsmith       | British Columbia     | 49° 16′ 2″ N, 124° 22′ 30″ W  | 118.592    | 2000               |           |
| Niagara-Schichtstufe   | Ontario              | 44° 11′ 50″ N, 80° 20′ 54″ W  | 194.555    | 1990               |           |
| Redberry Lake          | Saskatchewan         | 52° 6′ 0″ N, 107° 1′ 59″ W    | 112.200    | 2000               |           |
| Riding Mountain        | Manitoba             | 50° 45′ 0″ N, 100° 19′ 1″ W   | 1.511.634  | 1986               |           |
| Southwest Nova         | Nova Scotia          | 44° 13′ 51″ N, 65° 37′ 54″ W  | 1.546.374  | 2001               |           |
| Tsá Tué                | Nordwest-Territorien | 65° 47′ 32″ N, 125° 14′ 31″ W | 9.324.400  | 2016               |           |
| Waterton               | Alberta              | 49° 26′ 0″ N, 114° 16′ 55″ W  | 767.450    | 1979               |           |